# مقاطعة صوفيا
مقاطعة صوفيا (بالبلغارية: Софийска област)‏ وهي أوبلاست (مُقاطعة) تقع في غرب بلغاريا. ولا تشمل المقاطعة العاصمة صوفيا على أراضيها، لكن ما تزال صوفيا مركزها الإداري. للمقاطعة حدود مع 9 مقاطعات أخرى هي برنيك، كيوستنديل، بلاغويفغراد، بازارجيك، بلووديو، لووتش، مونتانا، فراتسا، مدينة صوفيا، ولها حدود في الشرق مع صربيا.

## الجغرافيا
تبلُغ مساحة مقاطعة صوفيا 7,059 كم². وتُعتبر أراضي المقاطعة جبلية، في شمال المقاطعة تقع المنحدرات الجنوبية لجبال البلقان، وفي جنوب المقاطعة تقع جبال ريلا، وأعلى قمة في بلغاريا قمة مصلى. هناك أيضاً العديد من الجبال الصغيرة والوديان الواسعة. ويقع في المقاطعة واحد من منتجعات التزلج الأكثر أهمية في بلغاريا، بوروفتس بالقرب من ساموكوف.

## الموقع
موقع المقاطعة بين مقاطعات بلغاريا: